# Juan de Garay
Juan de Garay (Orduña, 1528 — Rio Paraná, 20 de março de 1583) foi um fidalgo, explorador e conquistador espanhol. É um importante nome da história da Argentina e do Paraguai, tendo fundado, entre outras, as cidades Santa Fé e Buenos Aires (em sua segunda fundação).

## O lugar de nascimento

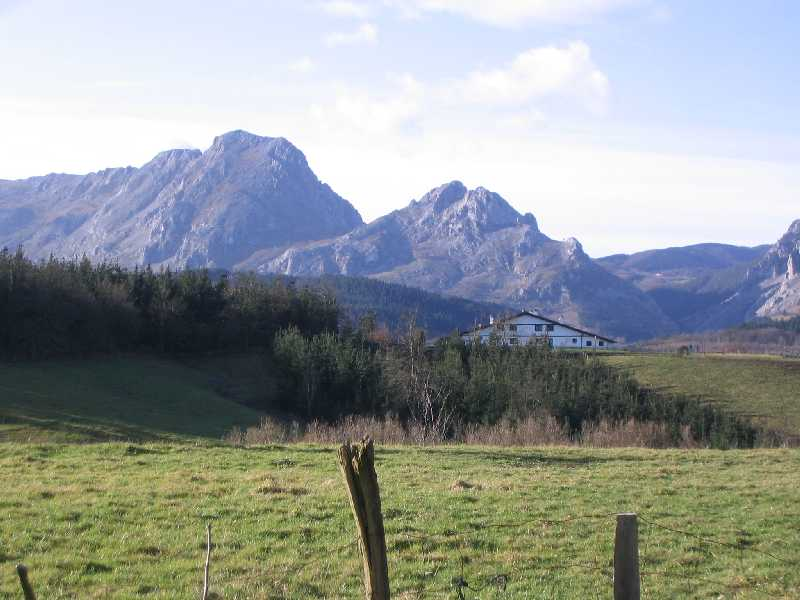
Cenário da província de Biscaia (Espanha).

A questão do lugar de nascimento de Juan de Garay é polêmica. Há estudiosos que asseguram que nasceu em Orduña, única cidade de Biscaia que se localiza fora do território da província, rodeada por Burgos e Álava, enquanto outros se inclinam por apontar a pequena população de Villalba de Losa, vizinha de Orduña mas pertencente à província de Burgos.
Na cidade de Orduña havia uma residência chamada Garay de onde parece ser seu tio. Um incêndio obrigou os habitantes de Orduña a se transferir para Villalba e alguns deles se assentaram nessa vila. Não foi encontrada a certidão de nascimento nem em Orduña nem em Villalba.
O próprio Juan de Garay dizia que era biscaíno e natural de Villalba de Losa. Deve se esclarecer que segundo os Sete Documentos do rei Alfonso ser natural de um lugar era, entre outras coisas, fixar residência no mesmo. A Academia Nacional da História de Argentina afirma que Garay nasceu em Orduña e se fixou em Villalba.
No século XV Villalba de Losa se incorporou a Álava e em 1506 voltou de novo a Castela. Sua natureza era basca, como todos os territórios de Castela limítrofes com as províncias bascas e onde foram feitas muitas modificações de pertencer a uma ou outra província. No século XVI o nome de biscaíno se costumava dar a todos os bascos (na realidade aos do Senhorio de Biscaia, que era maior que a atual província) ao que não é de se estranhar que Garay considerando-se basco se definira como biscaíno.
Paul Groussac assegura que nasceu em Villalba de Losa, vale de Losa. Mendiburu e Enrique de Gandía mantêm que é oriundo de Orduña e se mudou para Villaba aos 7 anos por causa do incêndio que arrasou a cidade de Orduña em 1535. Gandia indica a possibilidade de que sendo natural de Villalba e pertencendo Villalba a Álava Garay se autodenominava Biscaíno.

## A família Garay
Segundo alguns autores a família de Juan de Garay provinham da casa de Marquina. Outros, como García Carraffa, baseando-se em seu brasão de armas, vermelho com leão empinado em ouro com bandeira de prata, indicam sua procedência com os Garay de Tudela (Navarra), já citados no século XIII.
Juan de Garay como biscaíno tinha o título de fidalgo, título que os aforamentos outorgavam a todos os biscaínos.
A família tinha certo nível econômico e cultural; deve ser lembrado que seu tio foi nomeado ouvidor e alcaide maior de Segovia e seu primo estudou na Universidade de Salamanca.
Juan se integrou na família de seu tio que estava composta por Pedro Ortiz de Zárate, sua esposa Catalina Uribe y Salazar e seus primos: Pedro Ortiz de Zárate, Ana de Salazar e o menor dos irmãos Francisco de Uribe. É curioso observar que os três filhos levam sobrenomes diferentes, unicamente o primogênito conserva o do pai enquanto que os demais adotam o da mãe (o qual era muito frequente na época). Também tinha relação familiar com Juan Ortiz de Zárate, terceiro adiantado do Rio da Prata.

## Sua infância
Não há apenas referências à infância de Juan de Garay. Se enquanto ao lugar de nascimento há dúvidas, também as há em relação ao ano. Não se sabe com certeza se nasceu em dezembro de 1527 ou em janeiro de 1529 e muitas vezes aparece o ano 1528. Seus pais foram Clemente López Ochandiano e Catalina de Zarate e o criou o irmão de sua madre o licenciado Pedro Ortiz de Zárate o Pedro Zárate.
Em 1535 devido ao incêndio de Orduña a família se transferiu ao vizinho povoado de Villalba de Losa.
Quando contava com 15 ou 16 anos de idade acompanhou sua família ao Peru já que seu tio Pedro Ortiz de Zárate foi nomeado ouvidor da Audiência de Lima com o vice-rey Blasco Nuñez Vela, saiu para esse destino em 3 de novembro de 1543 desde o porto de Sanlúcar de Barrameda. Por diferentes motivos os Ortíz de Zárate atrasaram sua chegada a Lima, onde entraram em 10 de setembro de 1546.

## Estada no Peru
Além de seu tio compunham a audiência de Lima; Diego de Cepeda, Lisón de Tejeda e Juan Álvarez. A rigidez no governo de Núñez Vela gerou enfrentamentos, que chegaram à guerra civil com os partidários de Gonzalo Pizarro. Juan de Garay foi fiel a seu tio que estava por parte do vice-rei e participou ativamente contra Pizarro.
Em março de 1547 morre seu tio, depois de receber a visita de seu genro Gonzalo Pizarro, casado com sua filha Ana de Salazar.
Nos enfrentamentos civis conheceu Martín de Robles (que o prendeu em uma ida ao norte da capital) e Garay conta que o conheceu na casa de seu tio já morto.
"Porque ainda que era morto ou licenciado, passavam sempre naquela casa servidores bascos de V.A. (o rei) de quem Martín de Robles foi acompanhado".
Juan de Garay fez a campanha de La Gasca, na que participava o capitão Robles até a batalha de Sacsahuana.
Em 1553 formou parte da expedição de Núñez de Prado a Tucumán (Chile) sendo vice-rei Antonio Hurtado de Mendoza, marquês de Cañete. Núñez foi apressado por Francisco de Aguirre no povoado do Barco (atual província de Santiago do Estero) por problemas de jurisdição de soberania. Em 1555 Núñez foi nomeado governador de Tucumán e em sua expedição Juan de Garay volta a acompanhar e participa da intervenção mesmo depois de morrer Núñez.
No período de 1548 a 1568 centrou suas atividades no então conhecido como Alto Peru, atualmente Bolívia, onde participou da fundação de Santa Cruz de la Sierra em 26 de fevereiro de 1561 da qual foi responsável por seu cabildo e teve designada uma encomienda de índios. Por volta do ano 1564 se transfere a Assunção e traz a que seria sua esposa, Isabel de Becerra y Mendoza (filha de Francisco de Becerra e Isabel de Contreras) com a qual tem os primeiros filhos. Logo, fora desse matrimônio teria um filho bastardo chamado El Mozo e que figurou com ele na fundação de Buenos Aires.

## No Paraguai
Em 1568 sua parente Juan Ortiz de Zárate foi nomeado capitão governador do Rio da Prata (terceiro adiantado) e este nomeia tenente Felipe de Cáceres quem, por sua vez, nomeia capitão Juan de Garay pedindo-lhe que traga pessoas à província do Paraguai.
Juan de Garay se transferiu para Assunção com sua família, chegou em 11 de dezembro de 1568. Em dezembro, no dia 8, desse ano o nomeiam Alguacil Mayor das províncias do Prata
Por encargo do governador desta praça, e para facilitar as comunicações entre Assunção e a metrópole, Garay empreendeu uma expedição pelo Paraná que culminou com a fundação, em 15 de novembro de 1573, da cidade de Santa Fé, na confluência dos rios Paraná e Salado (ou Saladillo).
Em 1573 Martín Suaréz de Toledo, tenente governador de Assunção, o encarregou de uma expedição pelo rio Paraná que tinha como finalidade fundar uma cidade que facilitara a saída ao mar do Paraguai e a comunicação com a metrópole.
Juan de Garay organizou uma expedição integrada por 80 mancebos de terra¹, em um brigantim, embarcações menores e cavalos, com 75 nativos guaranis e 9 espanhóis. Se compunha de dois grupos, um por terra, a cargo de Francisco de Sierra, recorreria a margem esquerda do rio, evitando os bosques do Chaco, levando as carretas, o gado, os cavalos e outros elementos necessários para a fundação, e outro pelo Paraná, que mandava o próprio Juan de Garay. Saiu de Assunção em 14 de abril de 1579, (com a escolta que levava preso à Espanha Felipe de Cáceres) ainda que um grupo, o que ia por terra o fez meses antes.
Tal como indica o poder de Toledo Juan de Garay levava: "levam muitas armas e munições e muito número de cavalos, mantimentos, gado, plantas, sementes, gente de serviço, forja e todos os demais apetrechos necessários".
Os dois grupos se encontrariam em um lugar chamado La Punta del Yeso, em frente da atual Cayastá, avançando juntos pelo rio San Javier, então chamado rio da Quiloazas, onde confluem os rios Paraná e Salado.
Garay decidiu desembarcar muito depressa e elegeu a margem sudoeste do rio (o que é hoje Cayastá) construindo um pequeno assentamento ali. Desse lugar partiu uma pequena expedição de exploração para encontrar um lugar mais apropriado. Durante estas explorações de busca coincidiu com Jerónimo Luis de Cabrera que também estava explorando o Paraná tentando fundar uma cidade para apoiar a recém-fundada Córdoba. Como resultado deste encontro Juan de Garay decide  dar a categoria de cidade ao pequeno assentamento e regressa em 30 de setembro a Cayastá.

## Fundação de Santa Fé
Em 15 de novembro de 1573 Juan de Garay funda oficialmente a cidade de Santa Fe de la Vera Cruz.
Segundo relatou o escriba Pedro E. Espinosa, Juan de Garay, em pé, junto ao palo rollo (monumento típico constituído por uma coluna), símbolo da Justiça e o poder Real, realizou a fundação com as seguintes palavras:
"Eu Juan de Garay, Capitão de Justiça maior nesta conquista e população do Paraná e Rio da Prata... Digo que... fundo e assento e nomeio esta cidade de Santa Fé, nesta província de Calchines e Mocoretás, parecer-me que nela há coisas que convém para a perpetuação de dita cidade: água, lenhas e pastos, pescarias e casas e terras e estâncias para os vizinhos e moradores dela e repartí-los como sua majestade o mande..."
Eleitos os membros do cabildo, que foram nomeados pelo próprio Juan, estes o nomearam, de comum acordo, Tenente Governador da nova cidade.
Entre as opções de localização da cidade esteve, incluso, a de fazê-lo em Banda Oriental em San Gabriel. Essa localização durou 80 anos, o que se conhece como Santa Fe Vieja (Santa Fé Velha) já que logo se transferiu alguns quilômetros por motivos de segurança, devidos aos ataques dos indígenas.

## Governador de todas as províncias do Rio da Prata

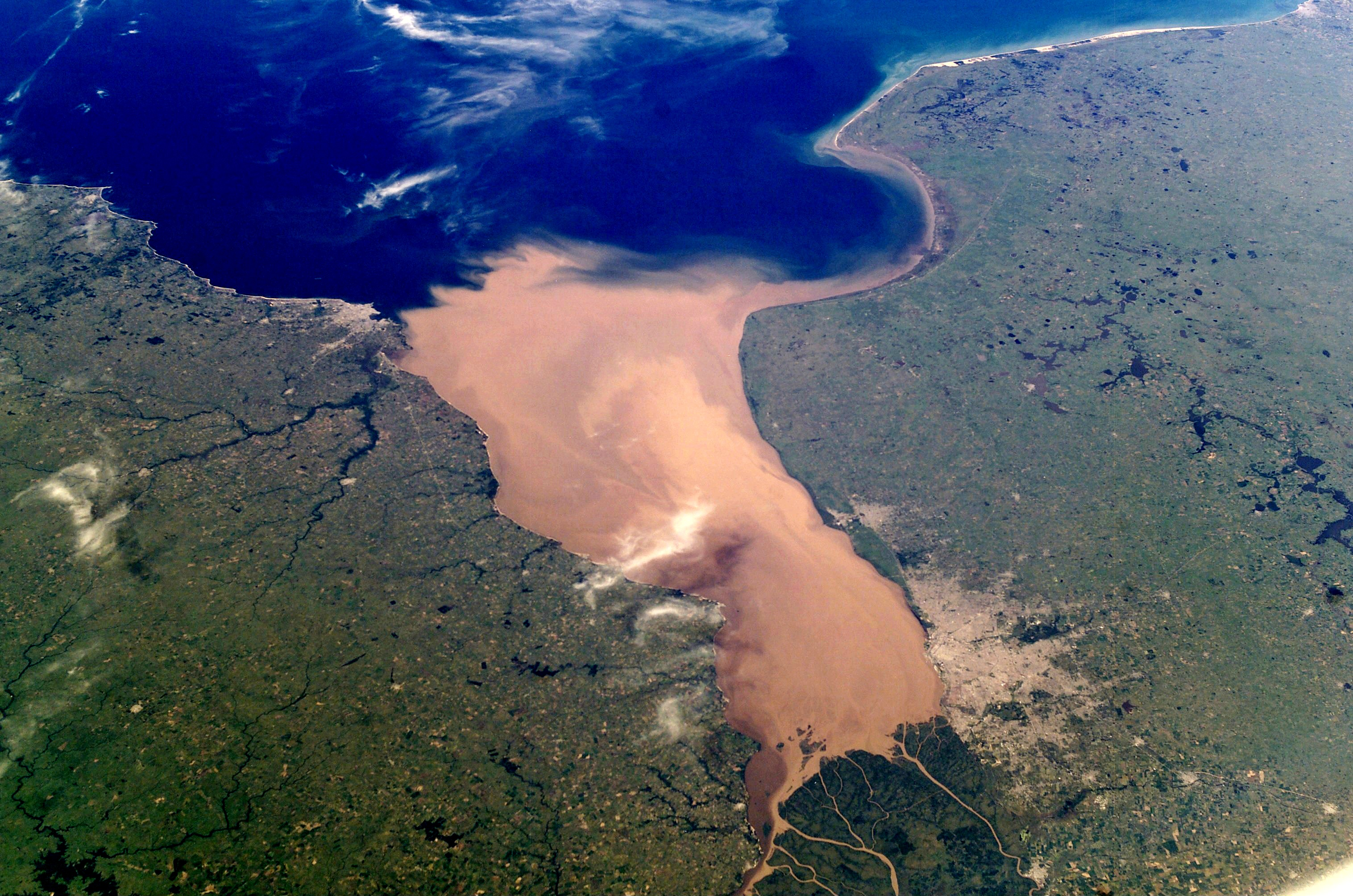
Foto de satélite do Rio da Prata, com Buenos Aires à direita.

No ano seguinte participa da fundação da cidade de San Salvador junto ao rio Uruguai.
Em 7 de junho de 1574 é nomeado, de Justiça Maior, tenente de governador e capitão general de todas as províncias do Rio da Prata. E é reconhecido pelas autoridades locais em Assunção em uma viagem que realizou junto com Ortiz de Zárate em fevereiro de 1575.
A nomeação de tenente de governador e capitão general de todas as províncias do Rio da Prata se deveu à ajuda prestada por Juan de Garay a Juan Ortiz de Zárate em seu regresso da Espanha. Quando a expedição que trazia Ortiz de Zárate remontava o Paraná foi atacada pelos índios charrúas na altura da Ilha de São Gabriel ou Sacramento e pediram ajuda a Garay por mediação de um amigo seu, um índio chamado Yumandú.
Em 26 de janeiro de 1576, morre Ortiz de Zárate, que designa sucessora sua filha Juana de Zárate. Esta senhora tinha muitos pretendentes ao ter uma considerável fortuna e posição, era neta de um Inca, ao final se casa com Juan Torres de Vera y Aragón com a ajuda de Garay e contra a vontade do vice-rei do Peru que manda encarcerar Torres e Garay mas Garay já havia regressado a Assunção.
Em 9 de abril de 1578 é nomeado tenente de governador e capitão general de todas as províncias do Rio da Prata por Torres da prisão.
Os dois anos seguintes foram usados por Garay para realizar numerosas expedições de colonização e realizou muito trabalho de organização na cidade de Santa Fe (ordenhas da criação de gado, até cumprir os mandamentos de regulamentação dos índios, etc.). Em 1579 funda as cidades de Villa Rica del Espíritu Santo e Santiago de Jerez.
Juan Torres de Vera y Aragón, que ocupa o cargo do defunto Ortiz de Zarate, lhe encarrega de fundar uma cidade no estuário do Rio da Prata. O lugar eleito é no que já se havia localizado antes a cidade fundada por Pedro de Mendoza em 1536 e destruída pelos índios pouco depois, a cidade de Nuestra Señora del Buen Aire (Nossa Senhora do Bom Ar).

## Fundação de Buenos Aires

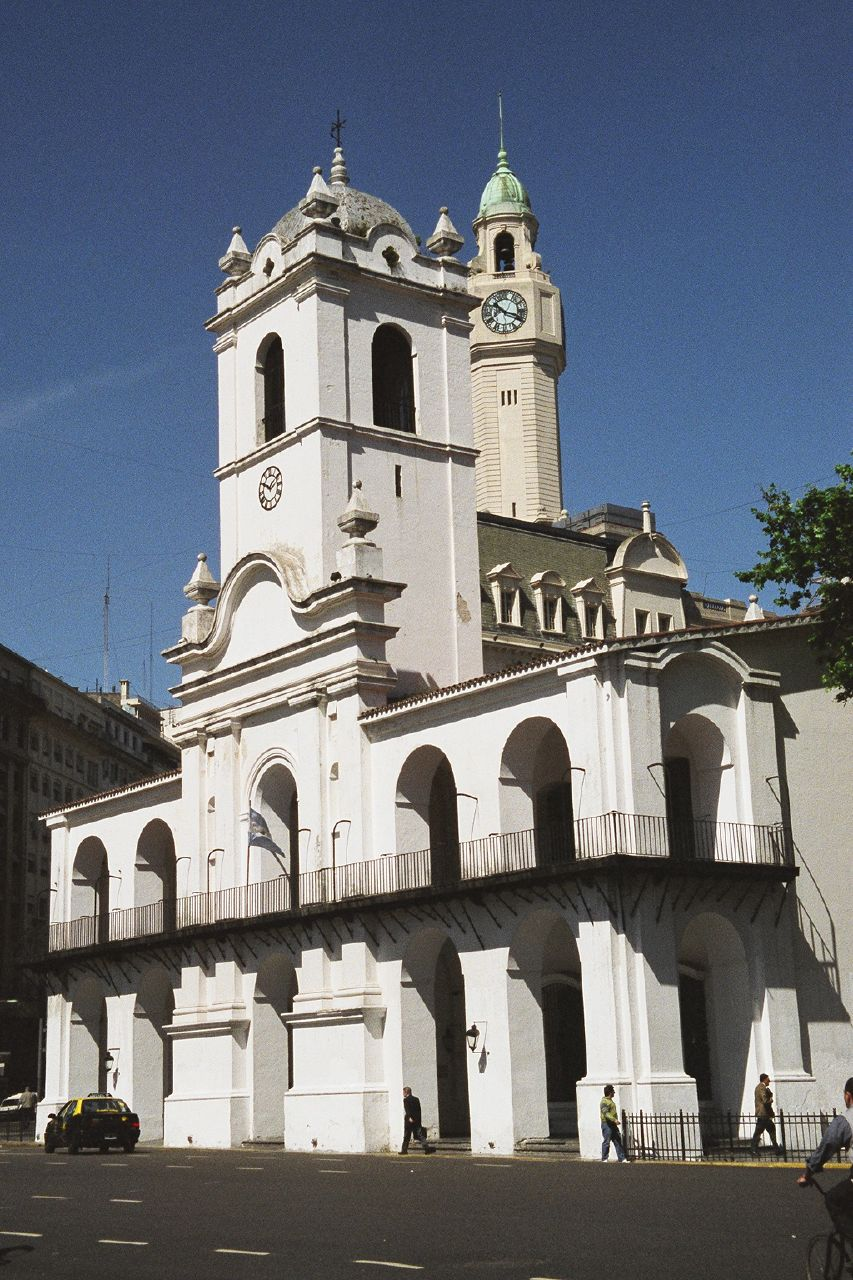
Cabildo de Buenos Aires.

Em janeiro de 1580 começam os preparativos da fundação, refundação, de Buenos Aires. Pretendia-se povoar a nova cidade de pessoas de Assunção, para ele são oferecidas terras e outros benefícios, são apontadas 200 famílias guaranis e 76 de colonos. Se leva todo o necessário pelo rio, em uma caravela (a Cristóbal Colón) e dois bergantins entre outras naves menores, a expedição saiu no dia 9 de março de 1580. Além disso entre os colonos iam 39 soldados. Uma parte do comboio vai por terra e sai um mês antes.
No domingo 29 de maio de 1580, Juan de Garay chegou à foz do Riachuelo. Desembarcou justo no lugar onde anos antes o havia feito Mendoza e instalou um acampamento, a coluna que viajava por terra chegaria um mês depois. Para a terça-feira 11 de junho já se havia levantado um pequeno assentamento, um pouco mais até o norte da fundação anterior, que daria base à nova cidade de Buenos Aires. Nesse dia realizaram as cerimônias fundacionais. É importante ressaltar uma parte da ata fundacional:
"... estando neste Porto de Santa María de los Buenos Ayres, faço e fundo uma cidade... Na igreja da qual ponho sua advocação da Santíssima Trindade... e a dita cidade mando que se intitule Cidade da Trindade".
Foi plantada a árvore de justiça o símbolo da cidade tal como se costumava e era obrigatórío em tais casos brandiu a espada nas quatro direções e deu uma fincada na terra para sinalizar a possessão e repartiram terras entre os 65 povoadores que o acompanhavam, alguns presentes na primeira fundação, que o acompanhavam. Foram nomeados alcaides Rodrigo Ortiz de Zárate e Gonzalo Martel de Guzmán e se formou o cabildo com seis regentes assim que se designou o brasão de armas da nova cidade, quadrado branco, com águia negra coroada, com as asas totalmente despregadas, sustentando a cruz vermelha de Calatrava em sua pata direita. Também assinaram índios. Tudo ficou registrado na ata do acontecimento redigida pelo escriba Pedro de Xerez.
A nova fundação foi atacada pelos indígenas, mandados por seu chefe Tububá mas Garay foi advertido do ataque por Cristóbal de Altamirano, que estava prisioneiro de Tububá, o qual serviu para organizar a defesa. Nesse ataque Fernández de Enciso matou Tububá.
Em outubro de 1580 volta a Santa Fé voltando em fevereiro do ano seguinte. Esse ano vai por terra até Cabo Corrientes em busca da mítica cidade dos Césares (onde hoje se assenta a cidade de Mar del Plata) regressando em janeiro de 1582 de onde volta a Santa Fé e a Assunção.

### A Cidade da Santísima Trindade em Nova Biscaia
A ata fundacional da nova cidade chama a esta cidade de La Santísima Trinidad em memória da chegada ao porto que teve lugar no domingo de Trindade. Não foi dada disposição alguma em todo este tempo que mudou este nome pelo de Buenos Aires. O porto desta cidade recebeu em nome de Santa María de Buenos Aires.
Ortíz de Zárate denomina oficialmente a região como Nueva Vizcaya (Nova Biscaia), em homenagem a sua terra natal, e é ali, em Nova Biscaia, onde se fundaria La Trinidad ou seja, Buenos Aires.

## Falecimento
Em março de 1583 acompanha Sotomayor San Juan e no trajeto de Buenos Aires a Santa Fé o comboio, que estava composto de 40 homens, um franciscano e algumas mulheres. Em 20 de março se desorientam e entram em uma lagoa desconhecida, Juan de Garay decide passar a noite em terra e o acampamento é atacado pelos índios querandíes matando Garay, o franciscano, uma mulher e doze dos soldados. O sucesso ocurreu próximo das ruínas de Sancti Spíritus, o antigo forte de Caboto.

## Abrir portas à terra
A expressão Abrir portas à terra, que fez sua Juan de Garay foi a máxima de toda a administração espanhola nessa parte da América. Com ela se queria indicar a necessidade de fundar cidades para romper o isolamento de Assunção até os dois lados, um rio abaixo abrindo-a ao mar e conectando-a com a metrópole, e até o Alto Peru, centro político e econômico da época.

## Observações
¹Mancebos de terra, brancos nascidos na América ou mestiços reconhecidos como brancos, filhos de pai espanhol e mãe indígena. Usavam como arma um garrote e por isso também eram denominados mancebos de garrote. Muitos deles se acreditavam superiores ao pai por terem nascido na América e à mãe por haverem adquirido características espanholas.